# Distretto di Szczytno
Il distretto di Szczytno (in polacco powiat szczycieński) è un distretto polacco appartenente al voivodato della Varmia-Masuria.

## Geografia antropica

### Suddivisioni amministrative
Il distretto comprende 8 comuni.
- Comuni urbani: Szczytno
- Comuni urbano-rurali: Pasym
- Comuni rurali: Dźwierzuty, Jedwabno, Rozogi, Szczytno, Świętajno, Wielbark